# Voroux-Goreux
Voroux-Goreux (en wallon Voroû) est une section de la commune belge de Fexhe-le-Haut-Clocher, située en Région wallonne dans la province de Liège.
C'était une commune à part entière de l'arrondissement de Liège avant la fusion des communes du 2 juillet 1964. Après la fusion, elle fut transférée à l'arrondissement de Waremme.
Situé le long du chemin de fer Liège-Bruxelles (ligne 36), proche des autoroutes Liège-Bruxelles et Liège-Namur, proche également de l’aéroport de Liège (sans subir les inconvénients des survols), Voroux n'en reste pas moins un village typique de Hesbaye, mais gagné par l'urbanisation, avec encore quelques grandes fermes, de nombreux champs, une maison classée par la Région wallonne (DGATLP), ainsi qu’une église de style néo-gothique (1877).

## Démographie
Voroux-Goreux est le Village le plus peuplé de la commune.
- Sources:INS, Rem:1831 jusqu'en 1970=recensements, 1976= nombre d'habitants au 31 décembre

## Histoire

### Les origines
Le peuplement en Hesbaye est assez ancien comme l'attestent de nombreux monuments de pierre et le peu de vestige. Toutefois, ceux-ci semblent indiquer un peuplement dès le Vè millénaire (la civilisation omalienne), comme l'attestent des vestiges trouvés entre Fooz et Voroux. De plus, des fouilles dues au tracé de la ligne TGV ont également permis de retrouver les vestiges d'un village rubané.
Il est établi que ces peuples ont été remplacés par les Gaulois, puis, vers le IIIe siècle ACN, par les Eburons (peuple venant de Germanie). Viennent ensuite Jules César et Ambiorix. La romanisation dura plus de 4 siècles.
Certains ont cru voir en Aduatuca, le camp d’hiver le plus important de César en Hesbaye, l’emplacement actuel de Voroux (Varuca) ; cette opinion est depuis largement réfutée. Plus réaliste, bon nombre de villages aux alentours (comme Lexhy) doivent leurs créations à l’installation de villas romaines le long de la chaussée allant de Tongres à Amay (actuelle Chaussée Verte), et de la voie romaine reliant Huy à Maastricht. On signale déjà la destruction de certains de ces villages au VIIIe siècle.
S’il est difficile d’établir une date de naissance précise pour Voroux-Goreux, on retrouve trace du village de Voroux dans les « Documents et mémoires sur le pays de Liège », citant le village de Voroux en 1240.
Le texte de la Paix de Flône (qui s'inscrit dans la Guerre des Awans et des Waroux) mentionne également Voroux (« près Bierset ») et Goreux au côté de 106 autres villages de Hesbaye et des environs de Liège. La mention « près Bierset » permet de le distinguer de l’autre Voroux, près de Liers (act. Voroux-lez-Liers).

### Voroux et Goreux
Initialement, Voroux et Goreux formaient donc deux villages distincts (quoique proches), et étaient dans la même seigneurie que celle de Roloux (village se retrouvant déjà cité dans une charte du Xe siècle). Ils avaient donc, par exemple, une cour de justice commune.
Le nom « Voroux », comme nous l’avons vu, remonte, sous cette forme, au moins au XIIIe siècle, et semble provenir de Varuca (sans que l’on sache exactement le pourquoi du comment). Quant à Goreux, le lieu était primitivement appelé « Gorroeve » ou encore « Gorroit » ; si Goreux en est l’évolution, il est difficile de déterminer quel en était le primitif.

#### Voroux
Dès ce XIIIe siècle, une chapelle dédiée à Saint-Lambert est déjà présente à Voroux. Certaines sources la datent plus tardivement : elle aurait été construite en 1467 par Ameil de Goreux (il semble plus réaliste que ce seigneur de Goreux se soit préoccupé de la chapelle de Goreux).
Le cimetière actuel de Voroux-Goreux est en fait le cimetière construit autour de la chapelle de Voroux. S’il n’en reste rien aujourd’hui, on sait qu’elle était de style roman et assez grande (22 mètres sur 9). De plus, elle n’avait à l’origine pas de plafond (il datait de 1827 seulement). Elle fut utilisée jusqu’en 1875.
La nouvelle église, qui remplaça la chapelle ne fut pas bâtie près de la chapelle (et donc du cimetière), mais près de la Grand-Route (construite vers 1850), au milieu du village.

#### Goreux
À Goreux donc, existait également une chapelle. Celle-ci était dédiée à saint Hubert et s’y trouvait également un grand autel dédié à Marie (« altare Mariae in Goreux »). Sa construction date probablement du XIIe ou XIIIe siècle. En 1829, la chapelle fut désaffectée (et le cimetière de même), pour disparaître en 1923. Elle était située près de la ferme Roberti.
Du château de Goreux, situé non loin de la chapelle, il n’en reste plus rien non plus. Tout juste sait-on qu’il fut incendié en janvier 1433. De même l’étang situé non loin de la chapelle, Floxhe Saint-Hubert, fut comblé en 1916.
Nous avons vu que la « Paix de Flône » mentionne les deux villages. Le texte nous renseigne également sur leurs populations. Ainsi, en 1330, il y avait entre 4 et 5 fois moins d’habitants à Goreux.

#### Fexhe
Ces chapelles, de même que l’église de Roloux, dépendaient de l’église de Fexhe (-le-Haut-Clocher). Comme pour Voroux, il existe en effet un autre Fexhe, près de Slins (act. Fexhe-Slins). On précisait donc Fexhe-le-Voué (Fexhe appartenant en partie à l’abbaye Saint-Laurent, elle avait un défenseur temporel appelé voué) ou, et ce nom est resté, Fexhe « dist à hault Clockiez ».
Ce clocher (le clocher de Fexhe était le plus haut des villages environnants) a été détruit par la foudre en 1642. Les paroissiens de Fexhe et de ses dépendances (Noville, Voroux, Goreux, Roloux et Freloux) déboursèrent 2000 florins brabant pour la reconstruction d’un nouveau clocher.
Seul le curé de Fexhe avait le droit d’administrer les sacrements : les habitants de Goreux et Voreux étaient donc obligés de s‘y rendre les jours de baptême, mariage, etc.

### Voroux-Goreux, 1332
Dans l’« Inventaire analytique de documents relatifs à l'histoire du diocèse de Liège (…) », 1957, on retrouve la trace d’une unification de Goreux et de Voroux :
« Le pape a conféré à Antoine Simonis les chapelles perpétuellement unies de
Saint-Lambert à Voroux et de Saint-Hubert à Goreux, qui sont vacantes par la mort de Guillaume Milotz, survenue en janvier 1590. »
Si les deux chapelles avaient, dès le début, le même chapelain, on peut dater la réunion administrative des deux villages : 1332. En effet, c’est à cette date que la seigneurie de Goreux (distinct de celle de Voreux) revint au prince-évêque Adolphe de La Marck, qui la céda au Chapitre de la cathédrale de Liège (qui possédait déjà Voroux). Les deux villages étaient toutefois encore bien distincts.
Par exemple, le chapelain célébrait la messe du dimanche alternativement à Voroux et à Goreux. Et ce n’est qu’en 1537 que les habitants de Voroux obtinrent que la messe du dimanche se fasse exclusivement à Voroux. Et c’est depuis le début du même siècle que les registres des deux chapelles sont communs, renforçant encore un peu plus l’union des deux villages.
Finalement, les deux villages ne formèrent plus qu’un seul, dénommé Voroux, comme l'atteste la « Carte de la Principauté de Liège et de ses environs », réalisée par C. Maire (XVIIIe siècle). C’est toutefois l’autre nom qui est resté officiel: Voroux-Goreux, pour différencier le village de celui de Voroux-lez-Liers.

### La bataille de Varoux, 1792

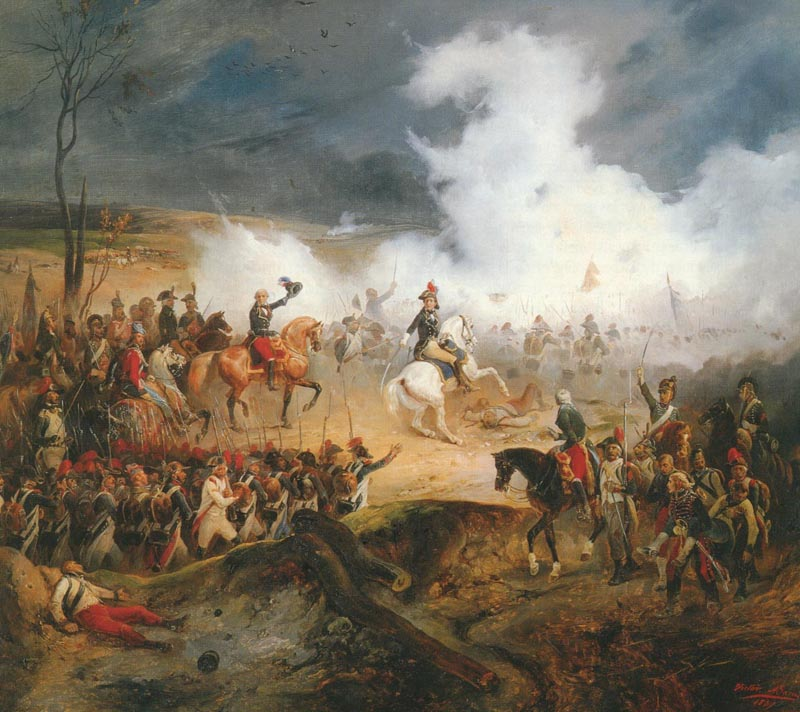
La bataille de Varoux, 27 novembre 1792. Peinture de Victor Adam, 1837.

C’est près de Voroux qu’eut lieu la bataille de Varoux entre les Français et les Autrichiens le 27 novembre 1792. En effet, Varoux n’est pas le nom d’un village, mais une déformation de Voroux. Cette bataille se situe après la bataille de Jemappes du 6 novembre 1792, qui s’était soldée par une déroute des armées autrichiennes et la victoire de la France, ouvrant à celle-ci toutes grandes les portes de l’occupation (ou de la libération) de la Belgique. Voici comment en sont relatés les faits, dans le livre « Galeries historiques du Palais de Versailles », édité en 1842 :

« Le 27 novembre, à sept heures du matin, le général Damourier attaqua l'arrière-garde des Autrichiens, commandée par le général Staray qui devait couvrir Liège avec 12 000 hommes. "Je n'en avais pas autant pendant une partie de la journée, dit le général Damourier dans sa relation officielle; mais lorsque l'armée nationale que je commande s'est déployée, l'ennemi a été successivement forcé à Rocoux, à Varoux, dans six villages et dans tous les retranchements. Le général Staray a été, dit-on, grièvement blessé. La brièveté du jour et la prudence m'ont empêché d'entrer le soir même dans la ville Liège; j'y suis depuis neuf heures du matin, et il m'est impossible de peindre l'ivresse de ce brave peuple et l'accueil qu'il a fait à nos troupes. »

En effet, l'armée française ramène avec elle les révolutionnaires liégeois de 1790. Face à une Europe coalisée, et l'affirmation d'une nation germanique à laquelle ils ne s'identifient pas, les Liégeois voteront leur rattachement à la France. Cette bataille s'inscrit donc dans le dernier chapitre de la nation liégeoise.

### Louis François Xavier
Louis-Joseph-Xavier serait le frère aîné de Louis XVI. En effet, il n’est pas resté célèbre pour avoir installé la première imprimerie dans le village, mais parce qu’il affirmait être l’héritier du trône de France. Il s'agit en réalité du pseudonyme utilisé par un certain d'Aché (ou Dachet). Né en 1748 à Namur, d'Aché est éduqué dans un collège jésuite, et rentre à l'abbaye de Floreffe en 1768. C'est à ce moment que sa carrière d'héritier du trône de France commence. Il prétendit en effet être duc de Bourgogne, fils aîné du Dauphin, et par conséquent le véritable successeur de Louis XV, et frère aîné de Louis XVI, qu'il regardait comme un usurpateur. En 1809, installé à Voroux, il publie lui-même ses mémoires, qui sont dédiées aux Indiens, et intitulées Tableau historique des malheurs de la Substitution, en cinq volumes. Le conseiller d'État, Réal, à Paris, vit en lui un conspirateur habile et le fit attentivement surveiller, tandis que le Synode de Liège ne vit en lui qu’un fou parfaitement caractérisé.
Comme en 1810, en France, existait la liberté de la presse, c'est par un décret de novembre 1810 que ses activités furent reconnues illégales. Il stipulait en effet qu'on ne pouvait imprimer des absurdités, même pour usage personnel. On saisit donc sa presse et les 400 exemplaires de ses Mémoires. Quelques exemplaires survécurent (dont un à la Bibliothèque Nationale, avec copie du P.V.). Selon lui, il avait fait cela, non pour le trône de France, mais pour démontrer qu'il avait droit au sacrement du baptême (sa mère, disait-il, ayant consacré son premier-né à Dieu, l'avait fait sortir secrètement de France, avant même qu'il ne reçut le baptême). Il revendiquait également des dédommagements à l'abbaye de Floreffe, l'ayant tenu emprisonné 1884 jours et demi.
On ne sait comment il termina sa vie. Certains[Qui ?] pensaient qu’il était toujours en vie dans les environs de Liège en 1839, d’autres[Qui ?] qu’il était déjà mort, près de Charenton.

### Église Saint-Lambert, 1877
Les deux chapelles de Voroux et Goreux furent réunies à la paroisse de Velroux le 30 septembre 1803. En 1829, la chapelle de Goreux est désaffectée, et en 1873, la chapelle de Voroux étant trop délabrée, on décide la construction d’une église.
Située le long de la Grand-Route, à l’emplacement de la chapelle déjà dédiée à Saint-Lambert, l’église Saint-Lambert est une réalisation néo-gothique typique de la Province de Liège. Elle fut conçue à partir des plans de l’architecte liégeois Emile Demany. Édifiée en briques et calcaire entre 1874 et 1877, elle fut consacrée le 20 septembre 1877 par Monseigneur Doutreloux, coadjuteur de l’évêque de Liège.
Le mobilier est également néo-gothique, conçu par Olivier Merveille vers 1875 et ciselé par O. Neuville. Les orgues portent la signature de la firme Peereboom et Keyser de Maestricht. Quant aux vitraux, ils sont contemporains de la fondation de l’église et furent exécutés par les maîtres verriers Bazin et Dotreux de Menil Saint-Firmin.
Initialement église-annexe de Velroux, l’église de Voroux devint centre de la paroisse saint-Lambert de Voroux-Goreux le 21 septembre 1887 (succursale officielle le 16 avril 1888).
Les différents chapelains de l’église, puis (à partir du 25 octobre 1887) curés de la Paroisse Saint-Lambert furent :
- L’abbé Emile Lacanne (1885 à 1887)
- L’abbé Emile Duysens (1887 à 1887, puis 1887 à 1921)
- L’abbé Albert Lambertz (1921 à 1926)
- L’abbé Paul Stienon (1926 à 1948), inhumé au cimetière (au pied du calvaire)
- L’abbé Joseph Detry (1948 à 1967), inhume de même
- L’abbé Joseph Degraef (1967 à 1994)
- L’abbé Christian Grégoire (1994 à 1995)
- Père Marc, communauté franciscaine de Fexhe (interim)
- L’abbé Jean-Louis Van de Velde (1996 à 2005).

#### Unité pastorale
L’Europe connaissait une crise des vocations et la Belgique ne faisait pas exception. Ainsi, des unités pastorales furent créées. En 1994, l’unité pastorale comprenant la paroisse de Voroux-Goreux, comprenait également les paroisses de Velroux et de Bierset. S’y ajoutent Fexhe et Roloux en 1996.
Depuis le 1er novembre 2004, la paroisse Saint-Lambert appartient ainsi à l'unité pastorale réunissant les paroisses du Saint-Sauveur à Hozémont, de Saint-André à Velroux, de Saint-Jean-Baptiste à Bierset, de Saint-Martin à Fexhe-le-Haut-Clocher, de Saint-Pierre à Noville et de Saint-Jean-Baptiste à Roloux.
Le curé actuel est Monsieur l'abbé P. Kokot

### Les écoles, 1888
En 1829, la chapelle désaffectée de Goreux est utilisée comme salle d’école publique. Elle fut utilisée de la sorte jusqu’en 1884, date de la construction de l’école le long de la Grand-Route.
Une école primaire de filles fut également créée en 1888 par Emma Caruyvels-Dusart (qui fit également bâtir le presbytère en 1886), et dirigée par les Sœurs de Marie de Landen. Initialement située dans une ancienne ferme ‘’rue de Liège’’, l’école déménagea dans des bâtiments à côté de l’église en 1908. Actuellement, s’y trouve l’école maternelle (ajoutée à l’école de filles en 1891).
Cette école fonctionna jusqu’en 1971. Les sœurs partirent définitivement en février 1977 ; les deux dernières sœurs furent Sœur Suzanne et Sœur Marcelle.

### Seconde Guerre mondiale, 1940
Le dimanche 12 mai 1940, vers 10 heures du matin, un avion anglais s’est écrasé rue de Liège. Les trois pilotes seront découverts morts. Il s’agissait de L. Berridge, 22 ans, L.J. Merrit, 27 ans, ainsi que O.H. Keedwell, le pilote, 26 ans.

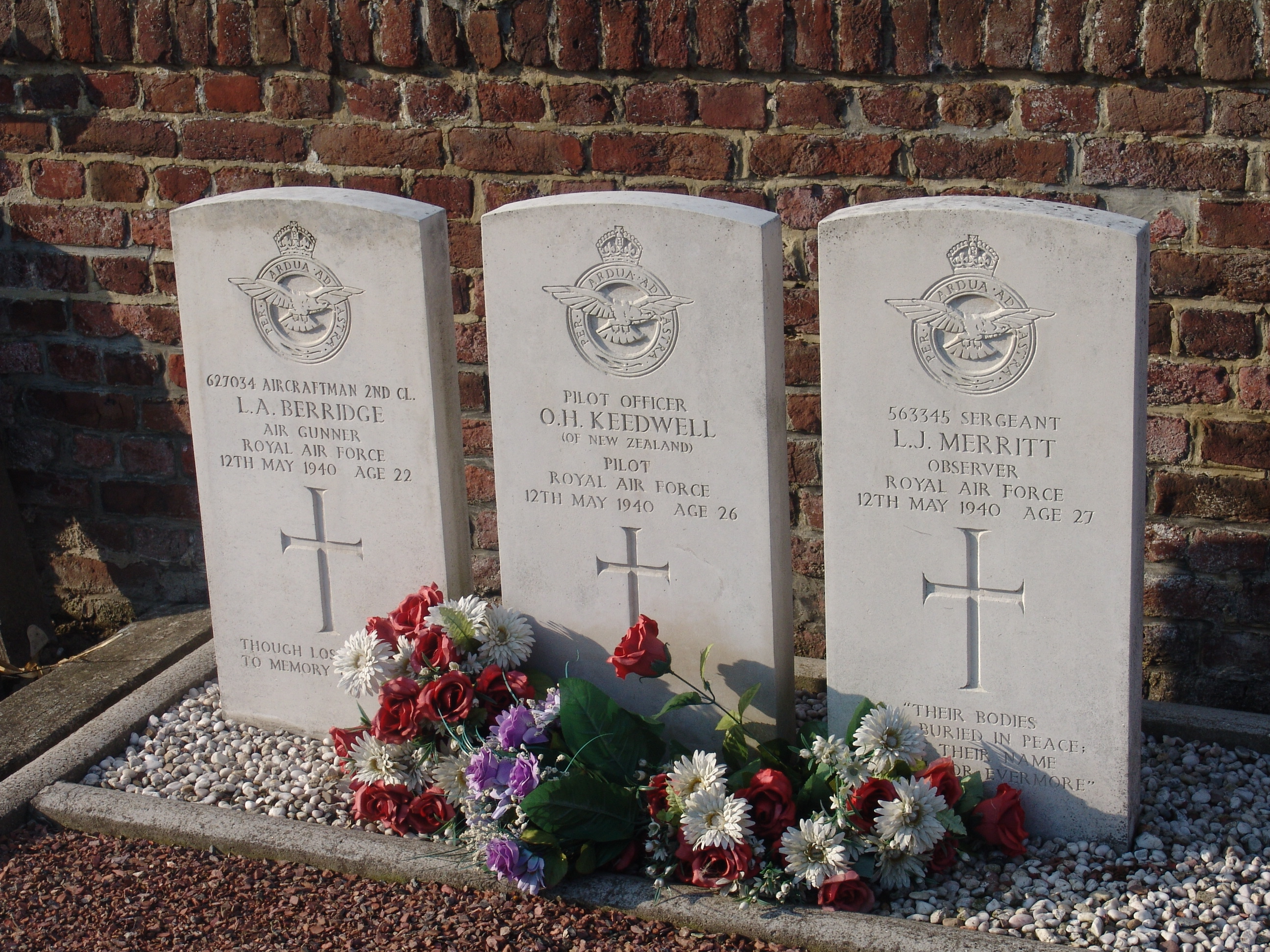
Voroux-Goreux

Le mardi suivant, le 14 mai, eut lieu une absoute en l'église Saint-Lambert, et les trois soldats furent inhumés dans le cimetière de Voroux. Les trois tombes sont entretenues par des habitants de la commune, qui, chaque 11 novembre, fleurissent les 3 tombes et s’y recueillent.

### La gare, 1946
Il s’agit probablement de la seule gare de Belgique, au minimum, qui présentait une telle situation. Il existait en effet deux gares passagers : la gare de Voroux-Goreux et la gare de Voroux (ceci en plus d’une gare marchande, fermée en 1990). Officiellement, elles sont présentées par la SNCB comme distinctes et distantes de 1 kilomètre. En pratique, la ligne de chemin de fer se divise en 2 fois 2 voies, séparées par un talus (une cinquantaine de mètres de séparation). Les quais 1 et 2 forment la gare de Voroux-Goreux, et les quais 3 et 4 la gare de Voroux. Quant au bâtiment de la gare marchande, construit en 1946, il est situé sur le talus, soit entre les deux gares passagers.
Depuis, la situation a évolué avec la fermeture de la gare marchande et de la « gare » de Voroux-Goreux. Seul subsiste l’arrêt de Voroux (quais 3 et 4). Finalement, en 2007, le site est pressenti pour accueillir une gare TGV affectée au transport de fret, en bordure de l'aéroport de Liège.

## Patrimoine et culture

### Patrimoine architectural
- Église Saint-Lambert (1874) : église de style néo-gothique élevé en 1874 à l'emplacement d'une chapelle déjà citée en 1289.
- Château de Goreux (18e siècle).
- Ferme-Château de Voroux : ferme semi-clôturée avec tour (donjon) du XIIe siècle.
- Maison Dachet (18e siècle) du nom de Pierre-Joseph Dachet «moine belge qui se disait roi de France»[1],  Patrimoine classé.

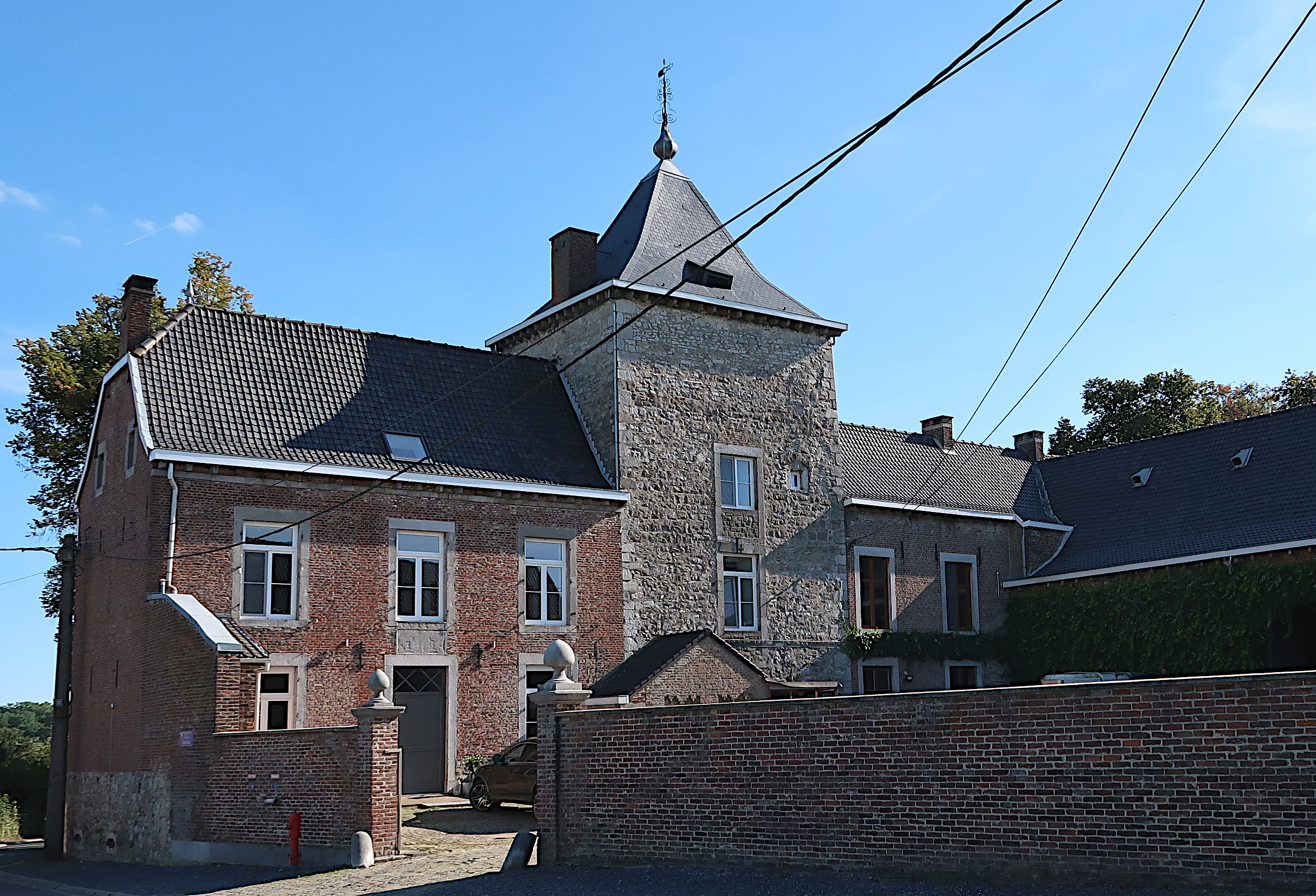
Ferme-Château de Voroux.
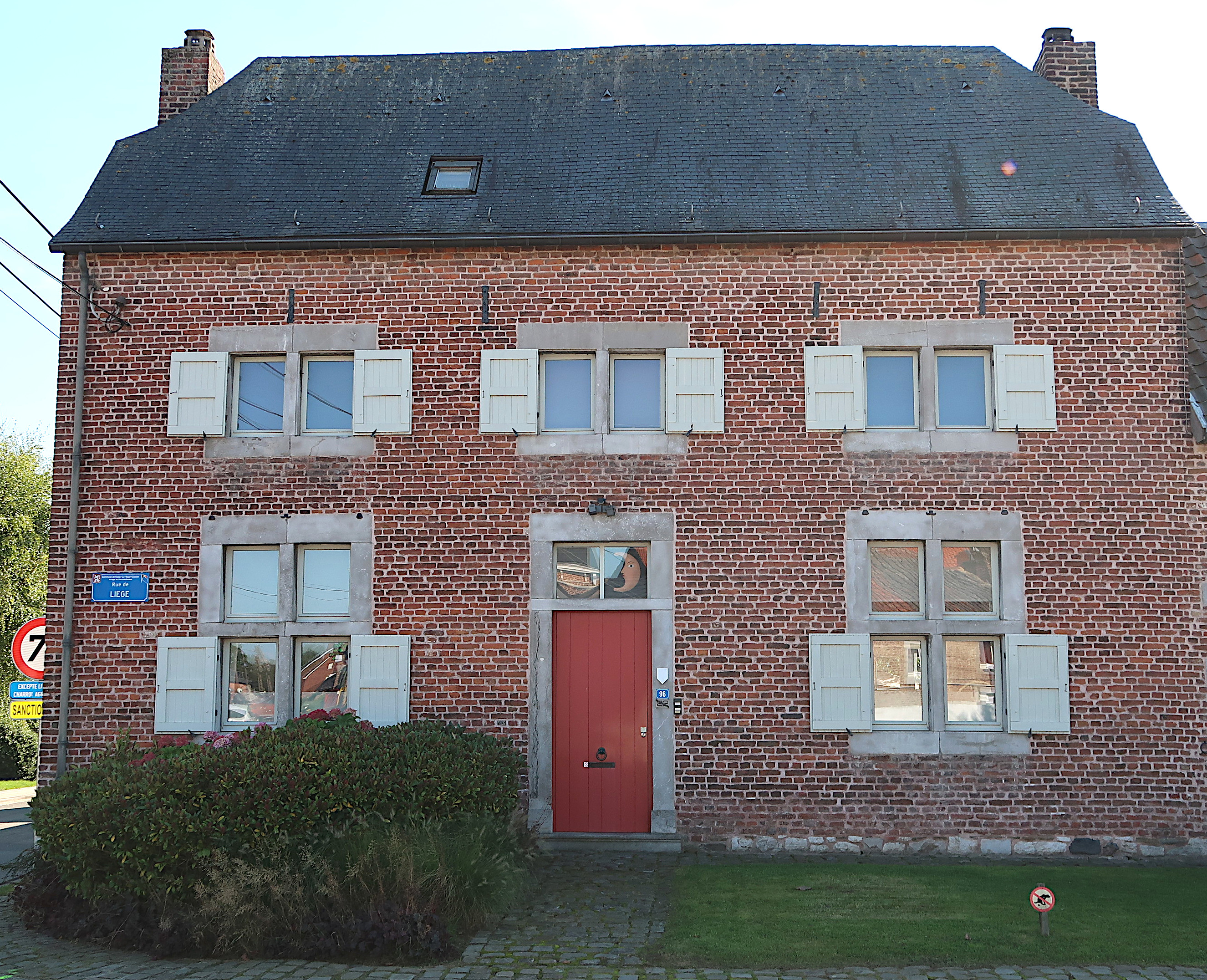
Maison Dachet.

### Culture

#### Le Wallon à Voroux-Goreux
Historiquement, les habitants de Voroux-Goreux parlent le hesbignon, variété de liégeois (plus rurale). Quelques mots sont parfois simplement des archaïsmes guère plus utilisés à Liège.
Quelques particularités
| Français                        | Liégeois | Voroux-Goreux |
| boitiller                       | hal'ter  | djoster       |
| choc (jeu de billes)            | stok     | strouk        |
| insipide,fade                   | fade     | swès',fade    |
| ligne de départ (jeu de billes) | tèsse    | créte         |
| liseron                         | vôvale   | trêtis'       |
| lucarne                         | bawète   | potale        |
| nuitée                          | nutèye   | nutîye        |
| poignée fixe de la faux         | pougnèye | pougnète      |
| poignée mobile (idem)           | manote   | cwèrbå        |

Sans oublier l'une ou l'autre expression, tel "i s'tchoûke li pîce è cou", pour une personne mégalomane.
Le théâtre wallon y a toujours beaucoup de succès.

## Enseignement
Le village possède deux écoles au cursus incomplet (une maternelle et une primaire, toutes les années n'étant pas organisées), ainsi que le dernier bureau de poste de la commune.